# Santo António de Pádua na Circonvallazione Appia (diaconia)
Santo António de Pádua na Circonvallazione Appia é uma diaconia instituída em 18 de fevereiro de 2012, pelo Papa Bento XVI. Sua igreja titular é Sant'Antonio da Padova alla Circonvallazione Appia, no quartiere Appio-Latino.

## Titulares protetores
- Julien Ries (2012-2013)
- Karl-Josef Rauber (2015-2023)
- George Jacob Koovakad (2024-)